# Duplicaria
Duplicaria é um gênero de gastrópodes pertencente a família Terebridae.

## Espécies
- †Duplicaria aequalis Harzhauser, Raven & Landau, 2018
- Duplicaria albozonata (Smith, 1875)
- †Duplicaria angulifera (Marwick, 1931)
- Duplicaria australis (Smith, 1873)
- Duplicaria badia (Deshayes, 1859)
- †Duplicaria benesulcata (Bartrum, 1919)
- Duplicaria bernardii (Deshayes, 1857)
- Duplicaria brevicula (Deshayes, 1859)
- Duplicaria concolor (Smith, 1873)
- Duplicaria copula (Hinds, 1844)
- Duplicaria costellifera (Pease, 1869)
- Duplicaria crakei Burch, 1965
- Duplicaria duplicata (Linnaeus, 1758)
- Duplicaria dussumierii (Kiener, 1839)
- Duplicaria evoluta (Deshayes, 1859)
- Duplicaria fictilis (Hinds, 1844)
- Duplicaria gemmulata (Kiener, 1839)
- Duplicaria helenae (Hinds, 1844)
- Duplicaria herberti Malcolm, Terryn & Fedosov, 2020
- Duplicaria hiradoensis (Pilsbry, 1921)
- Duplicaria jukesi (Deshayes, 1857)
- Duplicaria juliae (Aubry, 1999)
- Duplicaria kieneri (Deshayes, 1859)
- Duplicaria kirai (Oyama, 1962-a)
- Duplicaria kirstenae Terryn & Fraussen, 2019
- Duplicaria koreana (Yoo, 1976)
- Duplicaria latisulcata (Yokoyama, 1922) [2]
- Duplicaria morbida (Reeve, 1860)
- Duplicaria mozambiquensis Bratcher & Cernohorsky, 1982
- Duplicaria nadinae (Aubry, 2008)
- †Duplicaria omahuensis (Marwick, 1926)
- Duplicaria recticostata (Yokoyama, 1920) [3]
- Duplicaria sharqiya Terryn, Rosado & Gori, 2020
- Duplicaria silvanae (Aubry, 1999)
- Duplicaria similis Smith, 1873
- Duplicaria sowerbyana (Deshayes, 1857)
- Duplicaria spectabilis (Hinds, 1844) [4]
- †Duplicaria timida (Marwick, 1931)
- Duplicaria tricincta (E. A. Smith, 1877)
- Duplicaria tristis (Deshayes, 1859)
- Duplicaria ustulata (Deshayes, 1857)
- Duplicaria veronicae (Nicolay & Angioy, 1993)

Espécies trazidas para a sinonímia
- Duplicaria albofuscata (Bozzetti, 2008): sinônimo de Partecosta albofuscata (Bozzetti, 2008)
- Duplicaria angolensis (Aubry, 1999): sinônimo de Oxymeris senegalensis (Lamarck, 1822)
- Duplicaria anseeuwi (Terryn, 2005): sinônimo de Profunditerebra anseeuwi (Terryn, 2005)
- Duplicaria ballina Hedley, 1915: sinônimo de Strioterebrum ballinum (Hedley, 1915)
- Duplicaria baileyi Bratcher & Cernohorsky, 1982: sinônimo de Punctoterebra baileyi (Bratcher & Cernohorsky, 1982) (combinação original)
- Duplicaria benthalis (Dall, 1889): sinônimo de Bathyterebra benthalis (Dall, 1889)
- Duplicaria bernardii (Deshayes, 1857): sinônimo de Duplicaria bernardi (Deshayes, 1857)
- Duplicaria capensis (E.A. Smith, 1873): sinônimo de Gradaterebra capensis (E.A. Smith, 1873)
- Duplicaria coriolisi (Aubry, 1999): sinônimo de Bathyterebra coriolisi (Aubry, 1999)
- Duplicaria deynzerorum Sprague, 2004: sinônimo de Hastula raphanula (Lamarck, 1822)
- Duplicaria dussumieri [sic]: sinônimo de Duplicaria dussumierii (Kiener, 1839)
- Duplicaria easmithi (Aubry, 1999): sinônimo de Gradaterebra easmithi (Aubry, 1999)
- Duplicaria flexicostata (Suter, 1909), Duplicaria propelevis (Ponder, 1968) e Duplicaria tristis (Deshayes, 1859): são sinônimos de Euterebra tristis (Deshayes, 1859)
- Duplicaria gouldi (Deshayes, 1857): sinônimo de Oxymeris gouldi (Deshayes, 1857)
- Duplicaria luandensis (Aubry, 2008): sinônimo de Terebra luandensis Aubry, 2008
- Duplicaria pilsbryi (Aubry, 1999): sinônimo de Gradaterebra pilsbryi (Aubry, 1999)
- Duplicaria propelevis (Ponder, 1868): sinônimo de Euterebra tristis (Deshayes, 1859)
- Duplicaria raphanula (Lamarck, 1822 in 1815-22): sinônimo de Hastula raphanula (Lamarck, 1822)
- Duplicaria sinae Prelle, 2011: sinônimo de Oxymeris senegalensis (Lamarck, 1822)
- Duplicaria teramachii Burch, 1965: sinônimo de Punctoterebra teramachii (R. D. Burch, 1965) (combinação original)
- Duplicaria thaanumi (Pilsbry, 1921): sinônimo de Oxymeris costellifera (Pease, 1869)
- Duplicaria tiurensis (Schepman, 1913): sinônimo de Terebra tiurensis Schepman, 1913
- Duplicaria trochlea (Deshayes, 1857): sinônimo de Oxymeris trochlea (Deshayes, 1857)
- Duplicaria vallesia Hedley, 1912: sinônimo de Duplicaria bernardii (Deshayes, 1857)